# Общество синих ведёрок

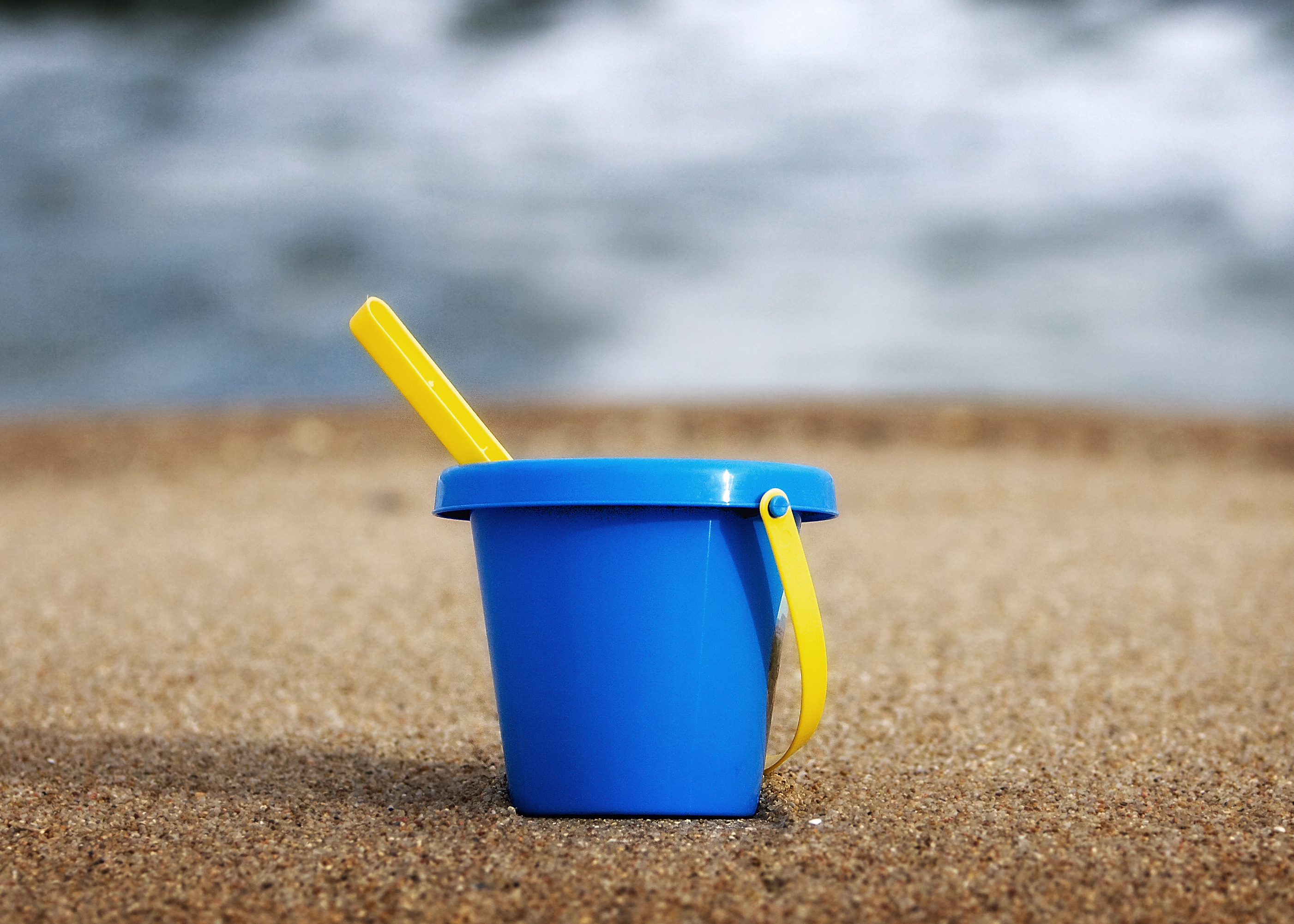
Синее детское ведёрко

О́бщество си́них ведёрок — российское общественное движение, члены которого борются с произволом чиновников и хамством на дорогах, добиваются, чтобы «мигалки» (проблесковые маячки) использовались только на автотранспорте экстренных служб, и протестуют против их использования высокопоставленными представителями власти.
Протест выражается флеш-мобовым использованием имитаторов «мигалок»; чаще всего используются безобидные предметы, например, детское синее пластмассовое ведёрко (откуда название), наклеиваемое скотчем на крышу либо помещаемое в салон автомобиля.
Общество синих ведёрок не только фиксирует многочисленные нарушения со стороны водителей машин со спецсигналами, но и информирует граждан о выявленных фактах, выкладывая, в частности, фотографии и видеоролики на страницу сообщества в Живом Журнале.
Лидер «ведёрок» Пётр Шкуматов, предпринимавший в 2012 году неудачную попытку зарегистрировать Общество в Минюсте РФ, характеризует движение как «неформальное сообщество блогеров».

## Предыстория

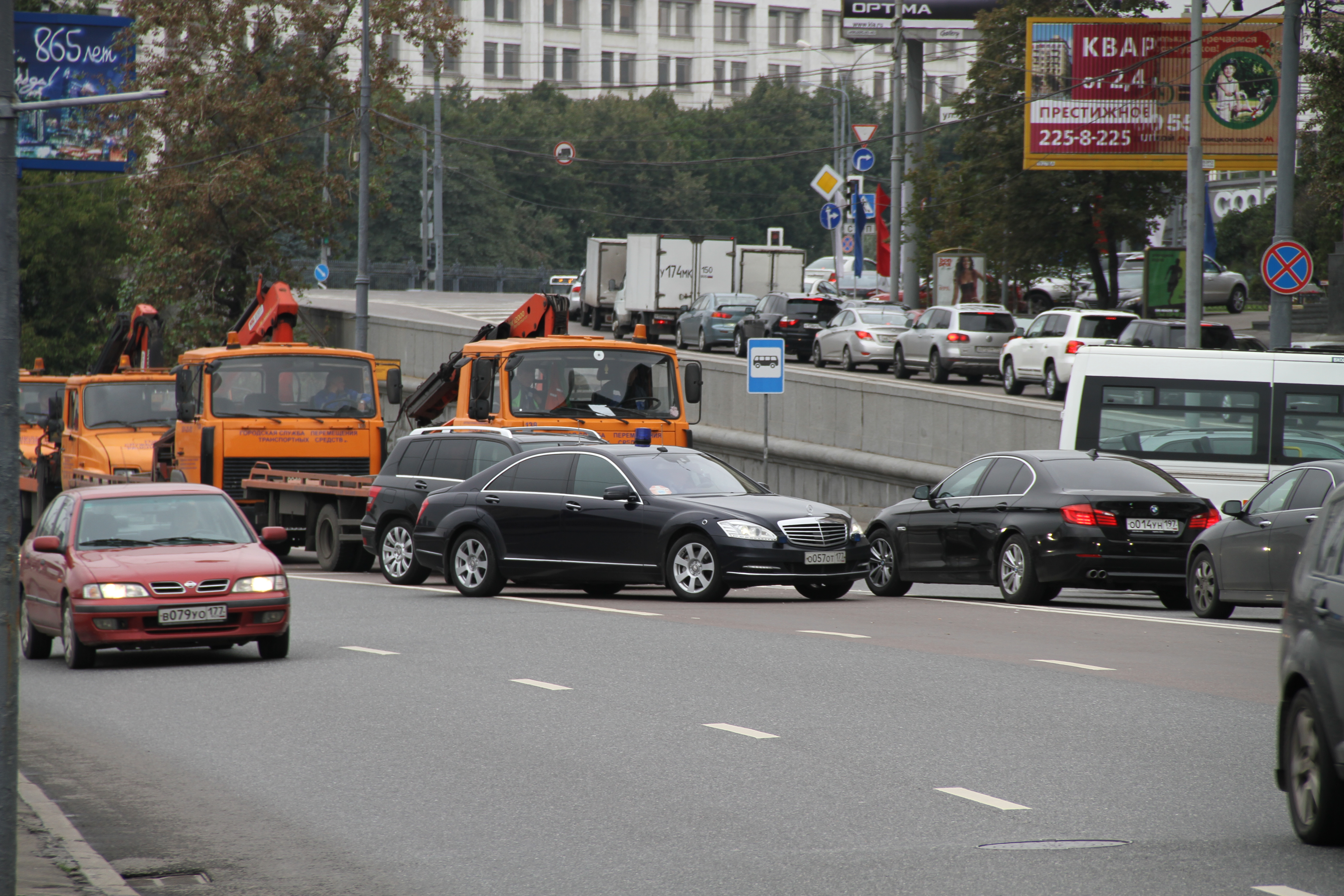
Машина с мигалкой на улице Москвы

Впервые концептуальная идея гражданского протеста против привилегий и произвола чиновников на дорогах, ставшая прологом к созданию «Общества Синих Ведёрок», появилась в 2006 году. Тогда по всей России прокатилась волна общественного недовольства против несправедливого осуждения алтайского железнодорожника Олега Щербинского, в чей автомобиль «Тойота» при обгоне сзади на огромной скорости врезался Мерседес губернатора Алтайского края Михаила Евдокимова, что повлекло гибель трёх человек в машине чиновника.
Активный борец за права автомобилистов Алексей Дозоров, которого в некоторых СМИ потом называли «отцом-основателем» Общества, в знак протеста против дела Щербинского установил на крыше своей машины детское синее ведёрко, напоминающее проблесковый маячок правительственного автомобиля, и с этим ведёрком прокатился вокруг Кремля, что вызвало интерес окружающих. Этот экспромт вкупе с возмущением автомобилистов по всей стране, выступлениями общественности и прессы, принесли результат: в кассационной инстанции приговор Щербинскому был отменён, сам он оправдан, а дело закрыто. В том же году В. Путин распорядился урезать число официально разрешённых «мигалок» в семь раз — с 7000 до 1000.
Алексей Дозоров в последующие годы начал систематически ездить с ведёрком. К 2006 же году относится инцидент с известным уральским автомобильным правозащитником Кириллом Форманчуком, который установил на крыше своего автомобиля похожий на мигалку или ведёрко предмет, назвав его холодильником. Он сделал это также в знак протеста против злоупотреблений властей и выехал с «холодильником» на дороги Екатеринбурга в день проведения в этом городе съезда партии «Единая Россия», когда на дорогах милиция несла усиленное дежурство. Форманчука задержали, предмет конфисковали и направили в суд, который признал предмет световым маяком, несмотря на отсутствие в нём лампочки, постановил его уничтожить и присудил Форманчуку штраф, который Форманчук так и не выплатил.
Активная реализация идеи «Общества синих ведёрок» как движения в защиту прав граждан начала осуществляться только в 2010 году.

## История
В 2010 году в своём блоге журналист Сергей Пархоменко сделал запись, положившую начало самоорганизации движения

По-моему, это совершенно гениальная идея.

Вот глядите: некий водитель попросил у своего пятилетнего сына напрокат синенькое ведёрко для песочницы. По размеру — как раз такое же, как стандартный фонарь мигалки с крыши обычного членовоза. И прицепил это ведёрко на крышу своей машины.— Общество синих ведерок

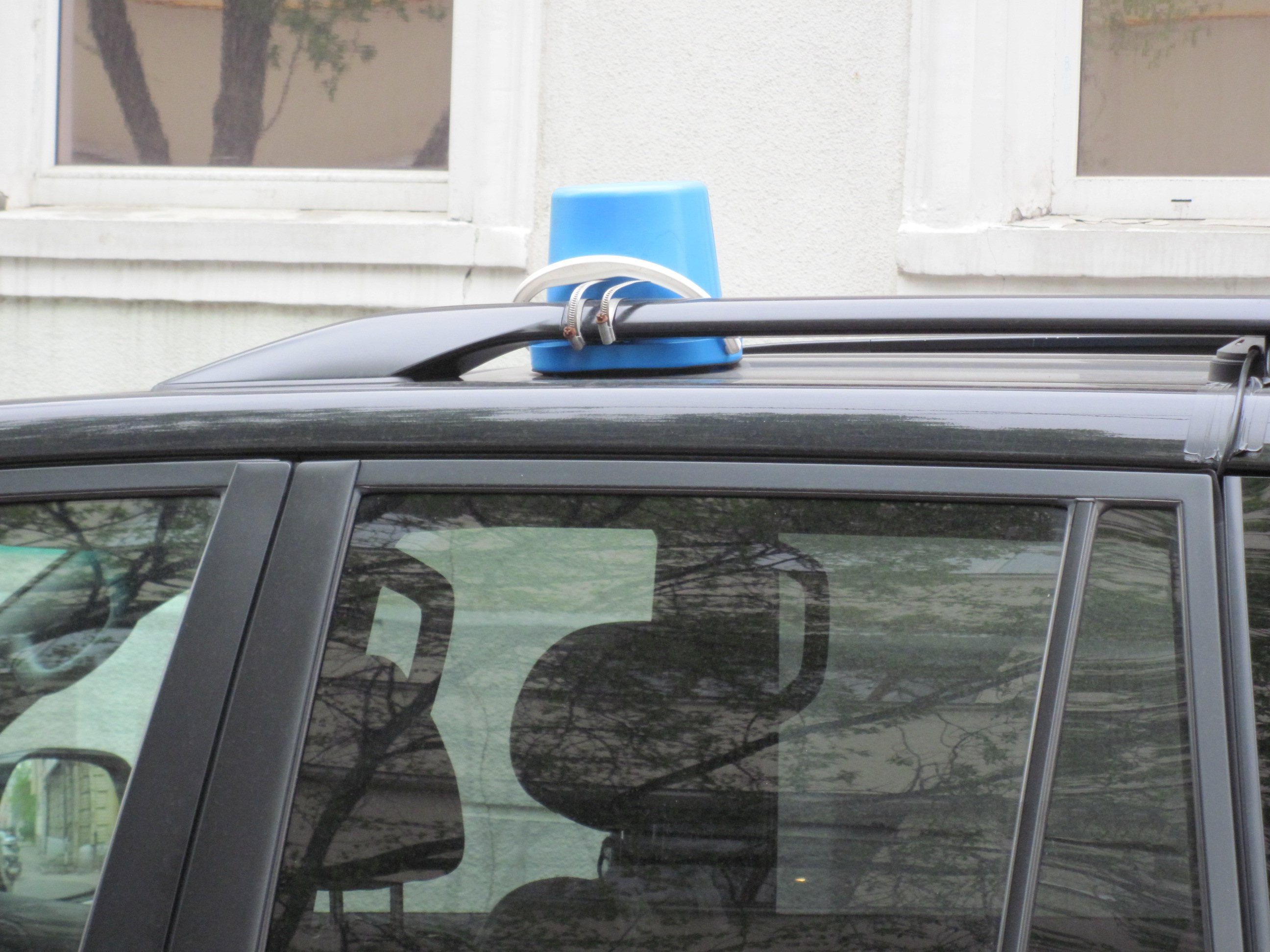
Один из способов крепления синего ведёрка к автомобилю. Москва, 2011 год

Сюжеты об акциях проходят по ТВ-каналам, в частности, на канале Вести, на СТС в программе «Инфомания». Репортаж об акции «синих ведёрок» в Москве 3 июля 2010 г. был показан Шведским телевидением.
15 апреля 2010 года глава ГИБДД Московской области генерал-майор Сергей Сергеев выступил против такого рода действий, поскольку они создают умышленные помехи для проезда автомобилей госслужащих.

Генерал Сергеев пояснил, что следит за развитием этой ситуации в Интернете. Глава подмосковной ГИБДД отметил, что когда иномарка включает световой и звуковой сигналы и уходит на полосу встречного движения, то все думают, что в машине едет чиновник. «А там, может, — не чиновник, а оперативный сотрудник ФСБ или фельдъегерь едет!» — предположил Сергей Сергеев.
По его словам, сегодня основная масса световых сигналов установлена на автомобилях спецслужб. Как считает Сергеев, создание им помех и проблем может сорвать выполнение важной задачи и осложнить жизнь многих людей.

Одна из идей блогеров, которые борются с дорожными привилегиями, — нажимать на клаксон, когда водители видят нарушение правил дорожного движения автомобилями, оборудованными «мигалками», за исключением машин служб «01», «02», «03». Ещё одна идея блогеров — устанавливать на свои транспортные средства синие ведёрки, издали напоминающие «мигалку».— Глава ГИБДД Подмосковья: установка синих ведер на машинах - необдуманная идея
В мае 2010 года в Госдуму был внесён проект поправок в Федеральный закон «О демонстрациях, митингах, шествиях и пикетированиях», призванных лишить людей за рулём автомобиля права участвовать в массовых акциях. Документ в первую очередь направлен против желающих возить на крыше своей машины синие ведёрки, символизирующие протест. Законопроект был принят Государственной Думой и одобрен Советом Федерации, однако президент Медведев 6 ноября 2010 года наложил на него вето и отправил на доработку. 10 декабря 2010 года поправки были приняты. Законом предусмотрено, в частности:
…в случае проведения публичного мероприятия с использованием транспортных средств информация об этом должна содержаться в регламенте проведения публичного мероприятия и в уведомлении о его проведении. Участники такого мероприятия обязаны соблюдать требования по обеспечению транспортной безопасности и безопасности дорожного движения. Порядок проведения публичных мероприятий на объектах транспортной инфраструктуры, используемых для транспорта общего пользования, определяется законом субъекта Российской Федерации. При проведении пикетирования группой лиц уведомление подается в срок не позднее трёх дней до дня проведения пикетирования, а если указанные дни совпадают с воскресеньем или нерабочим праздничным днём — не позднее четырёх дней до дня его проведения.

## Москва

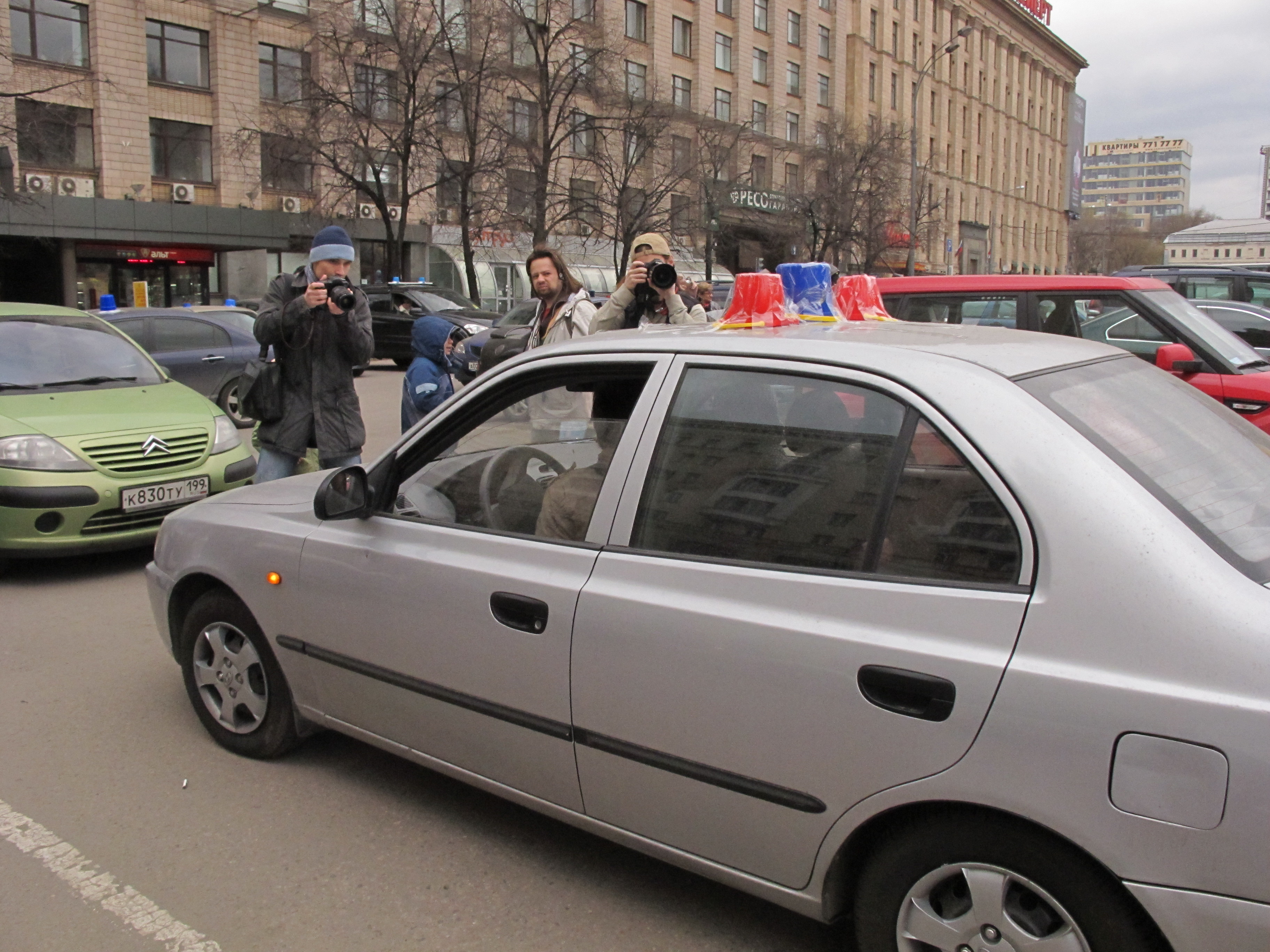
Автомобили участников акции в Москве в апреле 2010 года

Акции «Синего ведёрка» регулярно проходят на улицах Москвы. Так, уже за первую неделю создания интернет-сообщества акции проходили трижды, на Садовом кольце и Кутузовском проспекте, причём вторая акция была сорвана милицией..
12 мая 2010 года в ходе пешей прогулки активистов «синих ведёрок» по Манежной площади Москвы были задержаны 16 участников. Многие активисты вышли на прогулку целыми семьями вместе с детьми, выделялись из толпы лишь тем, что держали в руках синие вёдра или воздушные шарики.

### Акция арт-группы «Война»
22 мая 2010 года на Кремлёвской набережной член арт-группы «Война» Леонид Николаев с синим ведром на голове запрыгнул на служебную машину со спецсигналом и пробежался по её крыше. Видео произошедшего вскоре попало в интернет. Активисты «Общества синих ведёрок» заявили о своей непричастности к данному происшествию. Ранее Николаев уже прогуливался с синим ведром на голове по полосе встречного движения центральных московских улиц. 28 мая Николаев был задержан правоохранительным органами, но в тот же день отпущен до нового разбирательства.
В отношении «Общества синих ведёрок» Л. Николаев заявил следующее:

Это, разумеется, никакая не дискредитация. Но и к «синему» движению отношения не имеет, что тоже сразу заметно. Наоборот, по итогам, мы прославили ведёрки на всю страну, подарили простому гражданскому «Не хочу» не только героический флёр, но и сделали синие ведёрки настоящим культом. Это классическая акция «Войны», уже ушедшая в фольклор. А дело было так. Мы наткнулись в Сети на акции этих «ведёр». Смотрим и видим: делать нужно же не так. Ну вот мы и сделали. Мы всего лишь вложили в это душу. И теперь это сделано с русской душой.

## Результаты
- В 2010 году «ведёрки» аккумулировали общественный протест и совместно с Федерацией автовладельцев России проводили независимую экспертизу аварии на Ленинском проспекте, произошедшей 25 февраля, когда при лобовом столкновении своего «Ситроена» с «Мерседесом» вице-президента «Лукойла» Анатолия Баркова погибли врачи, сотрудницы Научного центра акушерства Ольга Александрина и Вера Сидельникова. Несмотря на ряд свидетельских показаний, материалы независимых экспертиз, представленных активистами, следствие признало виновной в аварии погибшую Александрину[1][28].

- В феврале 2011 года в распоряжении Общества оказался поимённый список владельцев «мигалок» с указанием номеров их служебных автомобилей. Это дало активистам возможность устанавливать фамилии лиц, чьи нарушения на дорогах были зафиксированы[1].

- В сентябре 2011 года «синие ведёрки» открыли сайт, с которого ставшие свидетелями нарушений водители могли отправлять в ГИБДД видеоролики о хамском поведении чиновных автомобилистов.

- В начале 2012 года Общество намеревалось официально зарегистрироваться в Минюсте России в статусе межрегиональной общественной организации. В июле 2012 года Минюст России официально отказал «ведёркам» в регистрации, причиной отказа стали претензии к уставу организации, а также «несоответствие видов деятельности целям организации». Общество сочло причину отказа политической и объявило о намерении отстаивать право на регистрацию в судебном порядке.[7].

- В июне 2012 года активисты Общества установили, что губернатор Калужской области Анатолий Артамонов передвигается по Москве с помощью патрульной машины ДПС с калужскими номерами. Таким образом, Артамонов нарушает Указ Президента Российской Федерации, согласно которому губернаторы могут пользоваться транспортными средствами со спецсигналами только на территории соответствующих регионов[29].

- В 2012 году по инициативе «ведёрок» и на средства, собранные ими, 111-м Главным государственным центром судебно-медицинских и криминалистических экспертиз Минобороны России была проведена независимая экспертиза резонансного ДТП с гибелью 13-летней Алисы Суворовой в Кирове, где среди подозреваемых проходила и вице-губернатор Мария Гайдар. Экспертиза установила, что девочка, судя по характеру травм, не могла быть сбита троллейбусом, как об этом записано в приговоре суда, осудившего водителя троллейбуса Марину Ногину; на пострадавшую наехало капотное транспортное средство[30][31].

- В июле 2012 года «синие ведёрки» получили, с опозданием на два с лишним месяца, из МВД России ответ на запрос, почему машина Президента РФ В. Путина передвигалась во время инаугурации 7 мая 2012 без переднего номерного знака, что является нарушением КоАП. В ответе, подписанном заместителем начальника московского управления ГИБДД М. Мартюшевым, сказано, что изображения на фотографиях (где запечатлён бронированный Mercedes, двигающийся на инаугурацию в сопровождении эскорта мотоциклистов) «не позволяют идентифицировать указанный автомобиль, равно как и определить собственника»[32].

Позднее ГИБДД уточнило, что Mercedes из кортежа Путина в день его инаугурации следовал в центре Москвы по пустым перекрытым улицам, и поэтому, несмотря на ПДД, имел право двигаться без переднего регистрационного знака.
- К лету 2012 года по всей России, согласно Указу Президента Российской Федерации, осталось всего 569 транспортных средств с мигалками. Полностью лишились их аппарат Правительства РФ, ряд федеральных министерств (не силового блока), федеральные агентства и службы, ЦИК России, региональные законодательные власти[34].

- В ноябре 2012 года «ведёрки» обнародовали факты курсирования в Москве абсолютно пустых автобусов по выделенным полосам для общественного транспорта[35].

- В ночь на 19 мая 2013 года активист «ведёрок» Георгий Кокорин проверял жалобы блогеров на самоуправство полиции в Колпино, за что был избит местными бандитами при участии и попустительстве полицейских. В результате разбирательства начальник колпинской полиции, шеф ГИБДД и его заместитель были уволены[36].

- В ночь на 27 июля 2013 года активисты зафиксировали автомобиль с номерами серии АМР А749МР97, используемой госчиновниками, который насмерть сбил пешехода на Кутузовском проспекте[37].

- 5 сентября 2013 года резонансную драку с жестоким избиением водителя Евгения Судейкина на Павелецкой набережной устроили банкир Александр Ерхов и его охранники Роман Цыпляев и Юрий Волков, установили «ведёрки». По данным Шкуматова, кортеж Ерхова, состоящий из Bentley и Mercedes Geländewagen, регулярно нарушает правила дорожного движения в Москве, однако никаких мер в отношении нарушителей правоохранительные органы не принимают[38][39][40].

- В ноябре 2013 года «ведёрки» обратили внимание общественности, что спустя год после отставки бывший министр обороны РФ Анатолий Сердюков продолжает ездить на служебном Mercedes с мигалкой и в сопровождении автомобиля охраны Федеральной службы охраны Российской Федерации[41].

## Структура и численность
В Обществе отсутствует чёткая структура и формализованное членство. Любой сочувствующий может считать себя участником или сторонником Общества. В средствах массовой информации «синие ведёрки» характеризовались как «неформальное сообщество блогеров».
Летом 2011 года в прессе сообщалось, что в Обществе восемь координаторов. В июле 2012 года один из координаторов Общества Пётр Шкуматов в газете «Коммерсантъ» назван лидером «Синих ведёрок».
По состоянию на осень 2011 года общее количество участников движения в целом по России оценивается более чем в 10 тысяч, при этом пресса отмечает, что общее число сочувствующих превысило 300 тысяч человек. Такие данные приводит журнал «Русский репортёр», не указывая, однако, какая методика использовалась для подсчёта сочувствующих.

## Критика
Лидер организации автомобилистов «Свобода выбора», депутат Госдумы РФ Вячеслав Лысаков упрекал «ведёрок» в избирательности фиксирования нарушений автомобилями со спецсигналами, указывая на то, что активисты закрывают глаза на аналогичные действия других автомобилистов и тем самым вызывают «классовую ненависть». Начальник ГИБДД Московской области Сергей Сергеев считает, что «ведёрки» преувеличивают масштаб засилья «мигалок», которые являются проблемой Москвы и Кутузовского проспекта, но не более того. Вице-президент Движения автомобилистов России Леонид Ольшанский уверен, что деятельность Общества представляет интерес лишь для жителей столицы и обвинил активистов в незаконной слежке и вмешательстве в личную жизнь чиновников.

## Санкт-Петербург
Как писала Наталья Белогрудова в газете «Деловой Петербург»,

история с синими ведёрками на крышах авто не нова. Впервые их стали крепить, в Петербурге в том числе, ещё в начале 2006 года, но тогда из-за слабой развитости блогосферы и социальных сетей идея не получила широкой огласки. Сейчас же однозначно популярности идее создания синеведёрочного общества прибавляют история с машиной топ-менеджера «Лукойла» и история противостояния Хартли — Шевченко.— http://www.dp.ru/a/2010/04/19/Sinie_vederki_vitesnjajut_s
Руководитель петербургского общественного движения «Комитет по защите прав автомобилистов» Александр Холодов утверждает, что они придумали эту идею четыре года назад[когда?].